# Jiljí Krämer
Jiljí Krämer (1816 Praha-Nové Město – 5. září 1877 Vodňany) byl český divadelní herec a režisér a ředitel kočovné divadelní společnosti, významná postava rozvoje českého divadla. Od roku 1849 působil mimo jiné jako herec v souboru Josefa Aloise Prokopa, prvního česky hrající kočovné divadelní společnosti. Stal se rovněž jedním z prvních českých divadelních režisérů v době rodícího se českého profesionálního divadla.

## Život

### Mládí
Narodil se v Praze (farnost u kostela sv. Petra na Poříčí). Vyučil se po vzoru otce tiskařem, posléze je zaměstnáním uváděn v Epsteinově továrně na kartony jako tiskař. V mládí se nadchl pro divadlo a začal od roku 1832 hrát s místními ochotníky divadelní představení, povětšinou česky hraná, mj. také v Kajetánském divadle. Rovněž byl angažován v českém souboru Jana Nepomuka Štěpánka ve Stavovském divadle. Od roku 1842 působil v nově otevřeném Novém divadle v Růžové ulici vedeném Johannem Augustem Stögerem.

### Prokopova společnost
Roku 1849 se stal členem nově založeného českého souboru První divadelní společnost česká pro venkov, někdy nazývaná také Národní divadlo pro venkov Josefa Aloise Prokopa kočujícího po Čechách a Moravě. Žádné takové uskupení v Rakouském císařství neexistovalo, drtivá většina divadelního života v Čechách byla soustředěna v Praze, kde beztak převažovala německá produkce. Aktivita spolku měla rovněž podnítit činnost nových českých hereckých uskupení a také příprava českého divadelního publika pro budoucí vznik kamenné budovy a stálého souboru Národního divadla. Vznik společnosti umožnily politické změny po roce 1848 a vznik první rakouské ústavy.
První představení společnost sehrála 17. listopadu 1849 v Chrudimi, následně přechodně pobývala a hrála také v Litomyšli, Jaroměři, Novém Městě nad Metují, Netolicích a několika dalších sídlech ve východních, středních a jižních Čechách, nebo též roku 1852 v etnicky většinově německém Brně. Ve svých počátcích čítala na 20 herců, s postupným úpadkem společnosti se jejich počet snižoval. Členy souboru byli kromě Prokopa a Krämera také například Josef Jelínek, Josef Chramosta, František Josef Čížek, působící také jako režisér, a další. Společnost zde odehrála řadu repríz inscenací dramat od Josefa Kajetána Tyla, dále od Václava Klimenta Klicpery, Jana Nepomuka Štěpánka (včetně jeho překladů dramat), ale též například Friedricha Schillera. Rovněž hrála též loutková představení lehčích žánrů.

### Krämerova společnost

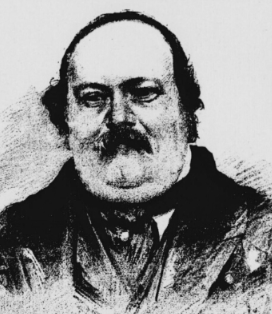
Divadelní ředitel a herec Josef Alois Prokop (kresba Jana Vilímka)

Posléze Čížek od Prokopovy společnosti odešel a stal se členem kočovného souboru Josefa Kullase. Zde začal působit rovněž jako režisér. Krátce působil v německy hrající společnosti oté přešel k divadelní společnosti V. Nypla.
Roku 1861 pak Nypl zemřel. Jiljí Krämer následně převzal jeho divadelní koncesi a přejmenoval soubor na Kramerovu divadelní společnost. Členy jejího souboru tvořili především členové rodiny Krämerovy: manželka Anna, syn J. J. Landa, dcera Anna, provdaná Jelínková a několik dalších herců. Krämer inscenace rovněž režíroval. Společnost se zaměřovala zejména na adaptace dramat romantických autorů a obecně lze její dramaturgii označit za konzervativní. Působila zejména v menších městech ve středních a severních Čechách: Golčův Jeníkov, Kutná Hora, Sobotka, Slaný či Unhošť, naopak ve větších městech se u publika nesetkávala s úspěchem. Krátce zde herecky působil také Eduard Vojan.

### Úmrtí
Jiljí Krämer zemřel 5. září 1877 ve Vodňanech ve věku 60 nebo 61 let během zdejšího působení souboru. Pohřben zde byl v prostém neoznačeném hrobě.
Jeho manželkou byla divadelní herečka Anna Krämerová, rozená Landová, se kterou měl několik dětí. Čížkovým zetěm, manželem dcery Anny byl herec a divadelní ředitel Karel Viktor Jelínek, který po jeho smrti převzal divadelní koncesi. Syn J. J. Landa byl rovněž hercem. Jeho vnučky, dcery Karla Viktora a Anny Jelínkových Otýlie Beníšková, Terezie Brzková, Marie Spurná a Hana Vojtová se staly populárními českými divadelními a filmovými herečkami.

### Rodokmen
| Jiljí Krämer (1816–1877) | Jiljí Krämer (1816–1877) | Jiljí Krämer (1816–1877) | Jiljí Krämer (1816–1877) | Jiljí Krämer (1816–1877) | Jiljí Krämer (1816–1877) |  |  |                                 |  |  |  |  |  |  |  |  |  | Marie Spurná (1862–1911)      | Marie Spurná (1862–1911)      | Marie Spurná (1862–1911)      | Marie Spurná (1862–1911)      | Marie Spurná (1862–1911)      | Marie Spurná (1862–1911)      |  |  | Jaroslav Vojta (1888–1970)    | Jaroslav Vojta (1888–1970)    | Jaroslav Vojta (1888–1970)    | Jaroslav Vojta (1888–1970)    | Jaroslav Vojta (1888–1970)    | Jaroslav Vojta (1888–1970)    |  |  |
| Jiljí Krämer (1816–1877) | Jiljí Krämer (1816–1877) | Jiljí Krämer (1816–1877) | Jiljí Krämer (1816–1877) | Jiljí Krämer (1816–1877) | Jiljí Krämer (1816–1877) |  |  |                                 |  |  |  |  |  |  |  |  |  | Marie Spurná (1862–1911)      | Marie Spurná (1862–1911)      | Marie Spurná (1862–1911)      | Marie Spurná (1862–1911)      | Marie Spurná (1862–1911)      | Marie Spurná (1862–1911)      |  |  | Jaroslav Vojta (1888–1970)    | Jaroslav Vojta (1888–1970)    | Jaroslav Vojta (1888–1970)    | Jaroslav Vojta (1888–1970)    | Jaroslav Vojta (1888–1970)    | Jaroslav Vojta (1888–1970)    |  |  |
|                          |                          |                          |                          |                          |                          |  |  | Anna Jelínková                  |  |  |  |  |  |  |  |  |  |                               |                               |                               |                               |                               |                               |  |  |                               |                               |                               |                               |                               |                               |  |  |
|                          |                          |                          |                          |                          |                          |  |  |                                 |  |  |  |  |  |  |  |  |  |                               |                               |                               |                               |                               |                               |  |  |                               |                               |                               |                               |                               |                               |  |  |
| Anna Krämerová           | Anna Krämerová           | Anna Krämerová           | Anna Krämerová           | Anna Krämerová           | Anna Krämerová           |  |  |                                 |  |  |  |  |  |  |  |  |  | Amálie Vojtová (1866–1893)    | Amálie Vojtová (1866–1893)    | Amálie Vojtová (1866–1893)    | Amálie Vojtová (1866–1893)    | Amálie Vojtová (1866–1893)    | Amálie Vojtová (1866–1893)    |  |  | Hermína Vojtová (1890–1976)   | Hermína Vojtová (1890–1976)   | Hermína Vojtová (1890–1976)   | Hermína Vojtová (1890–1976)   | Hermína Vojtová (1890–1976)   | Hermína Vojtová (1890–1976)   |  |  |
| Anna Krämerová           | Anna Krämerová           | Anna Krämerová           | Anna Krämerová           | Anna Krämerová           | Anna Krämerová           |  |  |                                 |  |  |  |  |  |  |  |  |  | Amálie Vojtová (1866–1893)    | Amálie Vojtová (1866–1893)    | Amálie Vojtová (1866–1893)    | Amálie Vojtová (1866–1893)    | Amálie Vojtová (1866–1893)    | Amálie Vojtová (1866–1893)    |  |  | Hermína Vojtová (1890–1976)   | Hermína Vojtová (1890–1976)   | Hermína Vojtová (1890–1976)   | Hermína Vojtová (1890–1976)   | Hermína Vojtová (1890–1976)   | Hermína Vojtová (1890–1976)   |  |  |
|                          |                          |                          |                          |                          |                          |  |  | Vilém Karel Jelínek (1837–1902) |  |  |  |  |  |  |  |  |  |                               |                               |                               |                               |                               |                               |  |  |                               |                               |                               |                               |                               |                               |  |  |
|                          |                          |                          |                          |                          |                          |  |  |                                 |  |  |  |  |  |  |  |  |  |                               |                               |                               |                               |                               |                               |  |  |                               |                               |                               |                               |                               |                               |  |  |
|                          |                          |                          |                          |                          |                          |  |  |                                 |  |  |  |  |  |  |  |  |  | Alois Vojta-Jurný (1863–1906) | Alois Vojta-Jurný (1863–1906) | Alois Vojta-Jurný (1863–1906) | Alois Vojta-Jurný (1863–1906) | Alois Vojta-Jurný (1863–1906) | Alois Vojta-Jurný (1863–1906) |  |  | Adolf Vojta-Jurný (1893–1957) | Adolf Vojta-Jurný (1893–1957) | Adolf Vojta-Jurný (1893–1957) | Adolf Vojta-Jurný (1893–1957) | Adolf Vojta-Jurný (1893–1957) | Adolf Vojta-Jurný (1893–1957) |  |  |
|                          |                          |                          |                          |                          |                          |  |  |                                 |  |  |  |  |  |  |  |  |  | Alois Vojta-Jurný (1863–1906) | Alois Vojta-Jurný (1863–1906) | Alois Vojta-Jurný (1863–1906) | Alois Vojta-Jurný (1863–1906) | Alois Vojta-Jurný (1863–1906) | Alois Vojta-Jurný (1863–1906) |  |  | Adolf Vojta-Jurný (1893–1957) | Adolf Vojta-Jurný (1893–1957) | Adolf Vojta-Jurný (1893–1957) | Adolf Vojta-Jurný (1893–1957) | Adolf Vojta-Jurný (1893–1957) | Adolf Vojta-Jurný (1893–1957) |  |  |
|                          |                          |                          |                          |                          |                          |  |  |                                 |  |  |  |  |  |  |  |  |  |                               |                               |                               |                               |                               |                               |  |  |                               |                               |                               |                               |                               |                               |  |  |
|                          |                          |                          |                          |                          |                          |  |  |                                 |  |  |  |  |  |  |  |  |  |                               |                               |                               |                               |                               |                               |  |  |                               |                               |                               |                               |                               |                               |  |  |
|                          |                          |                          |                          |                          |                          |  |  |                                 |  |  |  |  |  |  |  |  |  | Hana Vojtová (1871–1933)      |                               |                               |                               |                               |                               |  |  |                               |                               |                               |                               |                               |                               |  |  |
|                          |                          |                          |                          |                          |                          |  |  |                                 |  |  |  |  |  |  |  |  |  |                               |                               |                               |                               |                               |                               |  |  |                               |                               |                               |                               |                               |                               |  |  |
|                          |                          |                          |                          |                          |                          |  |  |                                 |  |  |  |  |  |  |  |  |  |                               |                               |                               |                               |                               |                               |  |  |                               |                               |                               |                               |                               |                               |  |  |
|                          |                          |                          |                          |                          |                          |  |  |                                 |  |  |  |  |  |  |  |  |  |                               |                               |                               |                               |                               |                               |  |  |                               |                               |                               |                               |                               |                               |  |  |
|                          |                          |                          |                          |                          |                          |  |  |                                 |  |  |  |  |  |  |  |  |  | Terezie Brzková (1875–1966)   |                               |                               |                               |                               |                               |  |  |                               |                               |                               |                               |                               |                               |  |  |
|                          |                          |                          |                          |                          |                          |  |  |                                 |  |  |  |  |  |  |  |  |  |                               |                               |                               |                               |                               |                               |  |  |                               |                               |                               |                               |                               |                               |  |  |
|                          |                          |                          |                          |                          |                          |  |  |                                 |  |  |  |  |  |  |  |  |  |                               |                               |                               |                               |                               |                               |  |  |                               |                               |                               |                               |                               |                               |  |  |
|                          |                          |                          |                          |                          |                          |  |  |                                 |  |  |  |  |  |  |  |  |  |                               |                               |                               |                               |                               |                               |  |  |                               |                               |                               |                               |                               |                               |  |  |
|                          |                          |                          |                          |                          |                          |  |  |                                 |  |  |  |  |  |  |  |  |  | Maxmilián Jelínek (* 1878)    | Maxmilián Jelínek (* 1878)    | Maxmilián Jelínek (* 1878)    | Maxmilián Jelínek (* 1878)    | Maxmilián Jelínek (* 1878)    | Maxmilián Jelínek (* 1878)    |  |  | Vlasta Jelínková (1904–1988)  | Vlasta Jelínková (1904–1988)  | Vlasta Jelínková (1904–1988)  | Vlasta Jelínková (1904–1988)  | Vlasta Jelínková (1904–1988)  | Vlasta Jelínková (1904–1988)  |  |  |
|                          |                          |                          |                          |                          |                          |  |  |                                 |  |  |  |  |  |  |  |  |  | Maxmilián Jelínek (* 1878)    | Maxmilián Jelínek (* 1878)    | Maxmilián Jelínek (* 1878)    | Maxmilián Jelínek (* 1878)    | Maxmilián Jelínek (* 1878)    | Maxmilián Jelínek (* 1878)    |  |  | Vlasta Jelínková (1904–1988)  | Vlasta Jelínková (1904–1988)  | Vlasta Jelínková (1904–1988)  | Vlasta Jelínková (1904–1988)  | Vlasta Jelínková (1904–1988)  | Vlasta Jelínková (1904–1988)  |  |  |
|                          |                          |                          |                          |                          |                          |  |  |                                 |  |  |  |  |  |  |  |  |  |                               |                               |                               |                               |                               |                               |  |  |                               |                               |                               |                               |                               |                               |  |  |
|                          |                          |                          |                          |                          |                          |  |  |                                 |  |  |  |  |  |  |  |  |  |                               |                               |                               |                               |                               |                               |  |  |                               |                               |                               |                               |                               |                               |  |  |
|                          |                          |                          |                          |                          |                          |  |  |                                 |  |  |  |  |  |  |  |  |  | Otýlie Beníšková (1882–1967)  | Otýlie Beníšková (1882–1967)  | Otýlie Beníšková (1882–1967)  | Otýlie Beníšková (1882–1967)  | Otýlie Beníšková (1882–1967)  | Otýlie Beníšková (1882–1967)  |  |  | Karel Beníško (1908–1975)     | Karel Beníško (1908–1975)     | Karel Beníško (1908–1975)     | Karel Beníško (1908–1975)     | Karel Beníško (1908–1975)     | Karel Beníško (1908–1975)     |  |  |
|                          |                          |                          |                          |                          |                          |  |  |                                 |  |  |  |  |  |  |  |  |  | Otýlie Beníšková (1882–1967)  | Otýlie Beníšková (1882–1967)  | Otýlie Beníšková (1882–1967)  | Otýlie Beníšková (1882–1967)  | Otýlie Beníšková (1882–1967)  | Otýlie Beníšková (1882–1967)  |  |  | Karel Beníško (1908–1975)     | Karel Beníško (1908–1975)     | Karel Beníško (1908–1975)     | Karel Beníško (1908–1975)     | Karel Beníško (1908–1975)     | Karel Beníško (1908–1975)     |  |  |